# Marattia raddiana
Marattia raddiana là một loài dương xỉ trong họ Marattiaceae. Loài này được Schott mô tả khoa học đầu tiên năm 1834.
Danh pháp khoa học của loài này chưa được làm sáng tỏ. 